# Királyrév
Királyrév (szlovákul Kráľov Brod) község  Szlovákiában, a Nagyszombati kerület Galántai járásában. Mátyusföldi magyar község.

## Fekvése
Galántától 17 km-re délkeletre, a Szeli-Dudvág partján, Alsószeli, Zsigárd és Nádszeg között fekszik. Területén folyik keresztül a Fekete-víz, melynek legmagasabb vízszintjét 2006. április 3-án mérték, amikor 464 cm-en tetőzött, s az árvíz 1383 hektár területet öntött el.

## Nevének eredete
Nevét még királyi birtokként, a Fekete-vízen itt átvezető révről kapta.

## Története

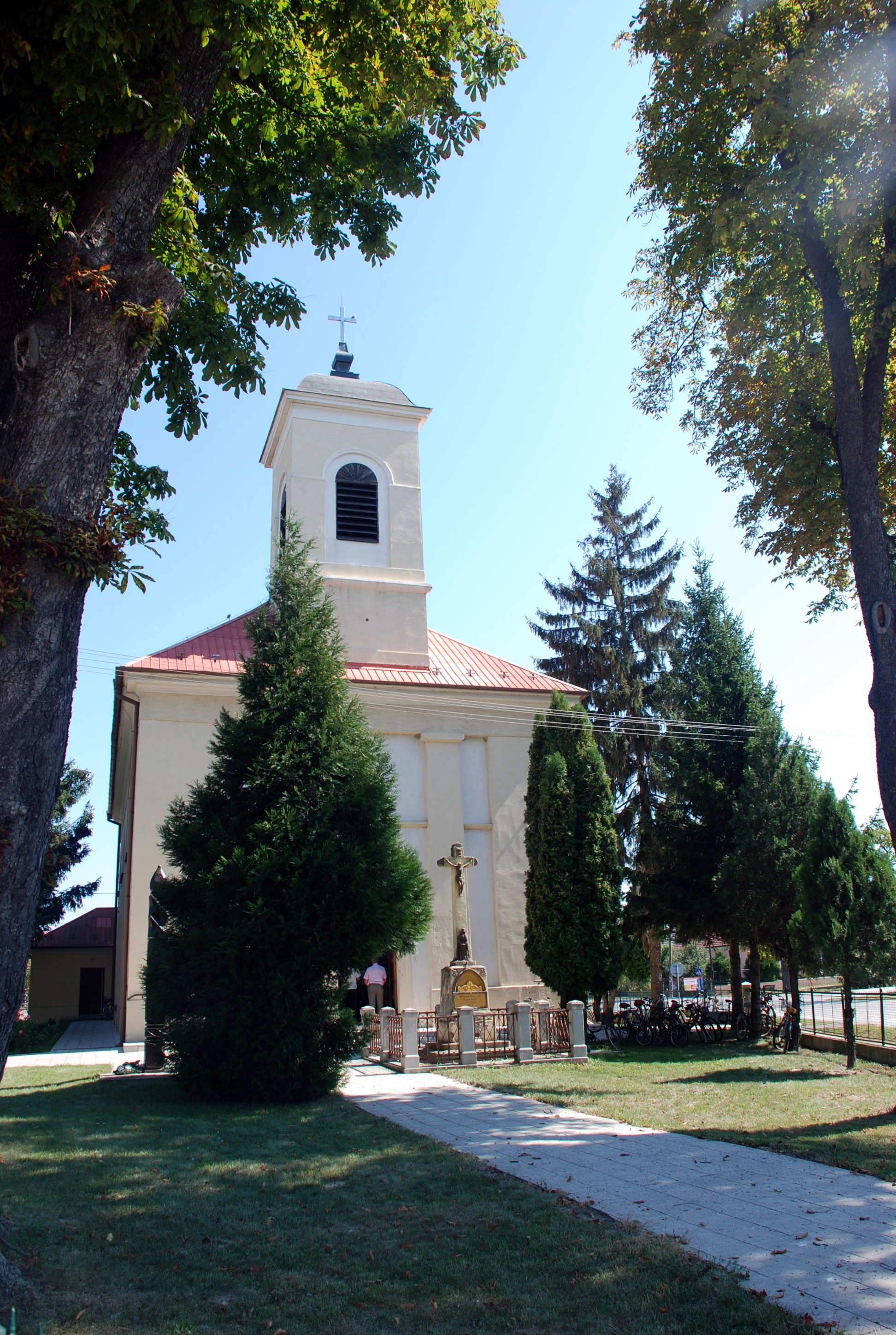
Központ

1252-ben villa Sancti Michaelis néven említik először, királyi birtok volt. Egy 1334-es oklevél szerint helyén egy Szentmihály nevű település állt. Lakói jobbágyok voltak, akik főként mezőgazdaságból és erdei munkákból éltek és a vágsellyei uradalomhoz tartoztak. A falut 1808-ban már Király Rév néven említik. A 19. század első felében lakosainak száma 600 körül volt. 1849. június 20-án ütközet volt itt a honvédsereg és a császári hadsereg között. Iskolájának legkorábbi említése 1890-ből származik.
Fényes Elek szerint "Királyrév, magyar falu, Poson vgyében, 650 kath. lak., róna termékeny határral, szép erdővel. A sellyei urad. tartozik, s ut. p. Szered."
A trianoni békeszerződésig Pozsony vármegye Galántai járásához tartozott, ezt követően a Magyarországtól elszakított területek részeként Csehszlovákiához csatolták. A csehszlovák hatóságok a település nevét 1927-ben Kráľov Brod-ra változtatták. Az első bécsi döntés értelmében 1938 és 1945 között Magyarországhoz tartozott. 1942-ben ONCsA házakat adtak át. A második világháború utáni nagyhatalmi döntések ismét Csehszlovákiához csatolták. A felvidéki magyarság teljes jogfosztottságának időszakában a Beneš-dekrétumok értelmében 1947-ben 13 magyar családot Csehországba deportáltak, 30 magyar családot pedig erőszakkal Magyarországra telepítettek. Lakóházaikba 25 önkéntesen áttelepülő magyarországi és romániai szlovák család költözött.

## Népessége
| Év:            | 1994. | 2004.   | 2014.   | 2024.   |
| -------------- | ----- | ------- | ------- | ------- |
| Emberek száma: | 1169  | 1167    | 1122    | 1059    |
| Eltérés:       |       | -0,17 % | -3,85 % | -5,61 % |

| Év:            | 2023. | 2024.   |
| -------------- | ----- | ------- |
| Emberek száma: | 1066  | 1059    |
| Eltérés:       |       | -0,65 % |

1910-ben 785, túlnyomórészt magyar anyanyelvű lakosa volt.
2011-ben 1156 lakosából 919 magyar, 217 szlovák, 1-1 cseh, orosz, morva és más, illetve 16 ismeretlen nemzetiségű volt.
2021-ben 1058 lakosából 815 (+26) magyar, 221 (+28) szlovák, 3 (+2) egyéb és 19 ismeretlen nemzetiségű volt.

## Nevezetességei
- Szent Imre herceg tiszteletére szentelt római katolikus temploma 1836-ban épült klasszicista stílusban.
- A plébánia előtt álló Szent Mihály szobor a 18. században készült.
- Kopjafáját a királyrévi-csata, valamint a háborúkban  elesett hősök és az elhurcoltak emlékére emelték.
- A község időszaki kiadványa Rév Mondó címen jelenik meg.

## Neves személyek
- Itt született 1843-ban Morvay Lipót római katolikus esperes-plébános.
- Itt született 1903-ban Czottner Sándor géplakatos, kohómunkás, politikus.
- Itt nevelkedett Szarka Gyula zenész, a Ghymes együttes alapítója, zenekarvezetője.
- Itt nevelkedett Szarka Tamás zenész, a Ghymes együttes tagja.
- Itt szolgált Bedeő Pál (1805-1873) egyházi író, katolikus plébános.
- Itt szolgált Presinszky Ferenc (1908-1970) plébános.
- Itt szolgált Fehér Damáz (1913-1998) komáromi bencés gimnáziumi tanár.

## Galéria
- Szent Vendel szobor